# Trinxera de Rocalta
La Trinxera de Rocalta és una construcció del municipi de Conca de Dalt (Pallars Jussà) inclosa a l'Inventari del Patrimoni Arquitectònic de Catalunya.

## Descripció
Excavació estreta i llarga, reforçada amb murs de pedra escairada. La seva funció era protegir al soldats del foc enemic.
Durant el temps que va estar en actiu el Frot de Pallars (Abril - Desembre 1938), l'exèrcit republicà va condicionar diversos punts de la serra o el roc de Pessonada, el punt més alt el qual és Rocalta. Es van habilitar trinxeres, cabanes de munició, camins, depòsits i de més.

## Història
Informació proporcionada pels Agents Rurals: Fitxa model F30 núm.1674 (Setembre 2013).
Construït durant el temps que va estar en actiu el Frot de Pallars (Abril - Desembre 1938).